# Famille de Chaumont-Quitry
Pour les articles homonymes, voir Chaumont.
La famille de Chaumont-Quitry est une famille subsistante de la noblesse française, originaire de Chaumont-en-Vexin, d'extraction féodale sur preuves de 1358. Le généalogiste Gustave Chaix d'Est-Ange la qualifie de l'« une des plus anciennes et des plus illustres de l'Île-de-France ».

## Histoire
L'origine du nom de famille serait issu de leur seigneurie d'origine Castrum Calvi Montis, le château de Chaumont-en-Vexin. Ce château est le point de défense du Vexin français, face à Gisors.
Gustave Chaix d'Est-Ange qualifie cette famille de « une des plus anciennes et une des plus illustres de l'Île-de-France ». Il écrit qu'elle possédait la seigneurie de Chaumont dès le XIe siècle et que la tradition la fait descendre des anciens comtes du Vexin. Il ajoute que la filiation rigoureusement établie ne paraît débuter qu'avec Renaud de Chaumont, seigneur de Quitry, commandant le château d'Ambleville en 1359.
Plusieurs procédures furent entreprises par la famille de Chaumont-Quitry pour être reconnue issue par les mâles du lignage des Capétiens. Il y eut une reconnaissance par Charles VII, en 1419 et 1422 du fait que les prédécesseurs de Guillaume de Chaumont possédaient de toute ancienneté le comté de Chaumont. En 1669 le roi Louis XIV autorise cette famille à inclure à son blason les armes de France brisées d’un lambel d’argent.

## Noblesse
La famille de Chaumont-Quitry est d'extraction féodale en 1358. Elle est maintenue noble en 1670 par Le Fèvre de Caumartin en Champagne. Les preuves sont apportées pour les Écoles Royales Militaires le 21 juin 1779, les Honneurs de la Cour reçus les 9 novembre 1754, 17 avril 1784 et 21 juin 1787. Vote en 1789 à Orbec et Bernay. Le 30 juin 1852, un arrêté ministériel autorise la famille à relever le titre maternel de comte de l’Empire, qui avait été conféré le 1er février 1808 à Marie-Rose-Stéphanie Tascher de La Pagerie.
Titres avec lettres patentes : marquis de Chaumont-Quitry (1669) comte (1852).
Titres liés à une terre ou d'usages : marquis, comte et vicomte de Chaumont, baron de Chassenay, baron de Lecques, baron de Bourdon, baron de Saint-Michel, baron de Bienfaite, marquis de Chaumont-Quitry, L.P. du 6 novembre 1669, baron d'Orbec, marquis d'Orbec, comte de l’Empire.

## Personnalités

### Historique

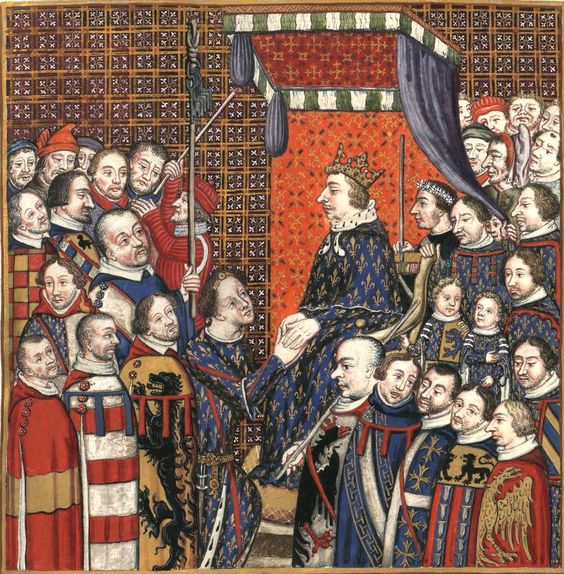
1376 Hommage.

La miniature ci-contre date de 1376. Elle montre l'hommage de Louis II, duc de Bourbon au roi Charles V pour le comté de Clermont en Beauvoisis. Tous les principales personnalités représentées son couvertes d’un manteau à leurs armes. Au premier plan en bas à gauche, le second personnage est Richard de Chaumont, seigneur de Quitry (Fascé d’argent & de gueules de huit pièces, brisé d’un lambel d’azur) entre à sa droite Pierre de Norry, seigneur de Norry, Vandenesse, Pouligny, Anisy et Monts-en- Genevray, conseiller de Louis II, duc de Bourbon (de gueules à la fasce d’or, alias d’argent) et à sa gauche Édouard de Beaujeu (d'or au lion de sable armé et lampassé de gueules, brisé d'un lambel de cinq pendants du même) seigneur de Perreux, de Semur(-en-Brionnais) et de Beaujeu, époux de la nièce du pape Grégoire XI, Éléonore de Beaufort. Au troisième plan, à gauche au centre de profil (barbe et cheveux longs) Renaud (de Chaumont) seigneur de Trie, cousin donc de Richard de Chaumont -ci-dessus cité- (d'or à la bande componnée d'argent et d'azur, bordée de gueules et accompagnée en chef d'une merlette de sable) les armes des Trie ont connues au moins neuf variantes, parfois très différentes).
Le comté de Chaumont est donné au XIIe siècle à Hugues « le Borgne » de Chaumont, suivant une charte de Saint Martin de Pontoise. En 1297, Renaud I de Chaumont, chevalier, possédait en 1294, Guitry, Forest et des fiefs à Chaumont. Ces terres furent en 1297, réincorporées à la châtellenie de Chaumont, et de Gisors, dont elles avaient été détachées en 1294 « pour grossir celle de Neaufle, concédée à Pierre de Chambly ».
Guy de Chaumont-Quitry (1629-1672), seigneur de Bienfaite et de Tordouet, est conseiller du roi en ses conseils, grand maître de la garde-robe du roi. Il meurt au combat du passage du Rhin en 1672, près de Tholuys. Reçu les lettres patentes de marquis de Chaumont-Quitry en 1669.
La descendance comprend quatre branches : seigneurs de Chaumont et de Quitry, bseigneurs de Rigny-le-Ferron, seigneurs d'Arthieul, seigneurs de Saint-Chéron (Essonne). De la branche des seigneurs de Chaumont et de Quitry, la branche aînée s'éteint avec Guy de Chaumont, marquis de Quitry, grand-maître de la garde-robe de Louis XIV en 1672, la branche cadette est subsistante en 2025.

### Liens de filiation entre les personnalités
- Jacques Guy Georges Henry de Chaumont-Quitry (1731-1779), chevalier de l'Ordre royal et militaire de Saint-Louis, mousquetaire du roi, enseigne des gardes du corps du roi. Il épouse Marie Victoire de Margeot de Saint-Ouen.
  - Henri de Chaumont-Quitry (1765-1848), colonel de cavalerie. Il épouse Madeleine Charlotte Thaïs de Riquet de Caraman.
    - Guy de Chaumont-Quitry (1787-1852), officier de cavalerie, épouse Marie Rose Françoise Stéphanie de Tascher de La Pagerie. Veuf, il épouse Adélaïde de Bourbon (1780-1874) dite « Mademoiselle de Bourbon », fille de Louis VI Henri de Bourbon-Condé.
      - (1) Odon de Chaumont-Quitry (1827-1866), homme politique. Il épouse Émilie de La Cour de Balleroy, sœur d'Albert de Balleroy, homme politique et peintre.
        - Félix de Chaumont-Quitry (1852-1925). Il épouse Marie de Bonnault de Villemenard (1853-1907), sans postérité.
        - Odette de Chaumont Quitry (1853-1920) épouse Guy de Lubersac,(1849-1919).
          - Guy de Lubersac (1878-1932), homme politique.

        - Eugène Louis de Chaumont Quitry (1859-1930) épouse Henriette Michel (1867-1945).
          - Renauld de Chaumont-Quitry (1891-1963) épouse Françoise de Hauteclocque (sœur du général Philippe Leclerc de Hauteclocque, puis veuf épouse en secondes noces Claude de Ludre.
            - Agnès de Chaumont-Quitry (1925-2015) épouse Arnaud de Lassus Saint-Geniès.
              - Michel de Lassus Saint-Geniès, en religion Dysmas de Lassus (1956), moine catholique, prieur général des Chartreux depuis 2014.

          - Odon de Chaumont-Quitry (1899-1991) épouse Marie Baudon de Mony.
            - Hugues de Chaumont-Quitry (1921-1976) épouse Marie Edmée Petit de Beauverger (1925-2016)[10].
              - Amaury de Chaumont-Quitry (1950), ingénieur diplômé en 1973 de l'Institut supérieur d'électronique de Paris[11]. Il épouse  Alix Huchet de La Bédoyère. Il est l'actuel propriétaire du château de Maubranche.

            - Odette de Chaumont-Quitry (1922-2015) épouse Pierre Espivent de La Villesboinet de Catuelan(1925-2017), conseiller général des Côtes-du-Nord, maire de Hénon.
              - Alain de Catuelan (1966), acteur.

          - Renaud de Chaumont-Quitry (1891-1963) de la Ligue des jeunes amis de l'Alsace-Lorraine.

        - Clémentine de Chaumont-Quitry (1863-1944) épouse Ernest Louis de La Grange.
          - Amaury de La Grange (1888-1953), aviateur et homme politique.

  - Guy Charles Victor de Chaumont-Quitry (1768-1841), imprimeur à Evreux sous le nom de Guy Chaumont, nommé en 1808 maire de Bienfaite puis nommé sous-préfet du Calvados, aux Cent-Jours et révoqué en 1815.
  - Guy Georges Charles François de Chaumont-Quitry (1771-1844), chevalier de l'ordre du Lys, chevalier de l'ordre de la Légion d'honneur, chevalier de l'ordre de Saint-Jean-de-Jérusalem. Il épouse Louise Charlotte de Villedon de Gournay.
    - Marie Charles François de Chaumont-Quitry (1823-1899) épouse Claire Vieyra-Molina, fille d'Henry Vieyra Molina, agent de change et militaire.
      - Henriette Charlotte de Chaumont-Quitry (1848-1939) épouse Charles Eugène Clicquot de Mentque, colonel.
        - Robert de Mentque (1874-1964), homme de lettres et historien.

La filiation avec les personnalités suivantes n'est pas établie :
- Gaston de Chaumont, connétable de France (vers 1107 ?)
- Hugues de Chaumont, connétable de France (entre 1108 et 1138 ?)

## Armes et titres
1. D’azur semé de fleurs de lys d’or (France ancien) brisé d’un lambel d’argent à trois pendants semés d’hermines.
2. À la croix losangée de... Ces armes apparaissent dans tous les sceaux qui sont parvenues jusqu'à nous pour la branche aînée de la famille de Chaumont.
3. Un hommage de 1376, montre Richard de Chaumont, seigneur de Quitry couvert d’un manteau à ses armes (fascé d’argent et de gueules) brisé d’un lambel. Armes : Fascé d’argent et de gueules de huit pièces. Armes adoptées depuis le XVIIe siècle, suivant l’autorisation du roi : depuis Guy, premier marquis de Chaumont-Quitry, grand maître de la garde-robe du roi, écartelé des armes primitives (France ancien, brisé d’un lambel d’argent) et du fascé d’argent et de gueules. Cela ne peux signifier qu’une forme de reconnaissance de la part de Louis XIV ou d’un très exceptionnel privilège du souverain.

## Propriétés
La famille possède le château de Maubranche, château situé dans la commune de Moulins-sur-Yèvre dans le département du Cher.

## Illustrations

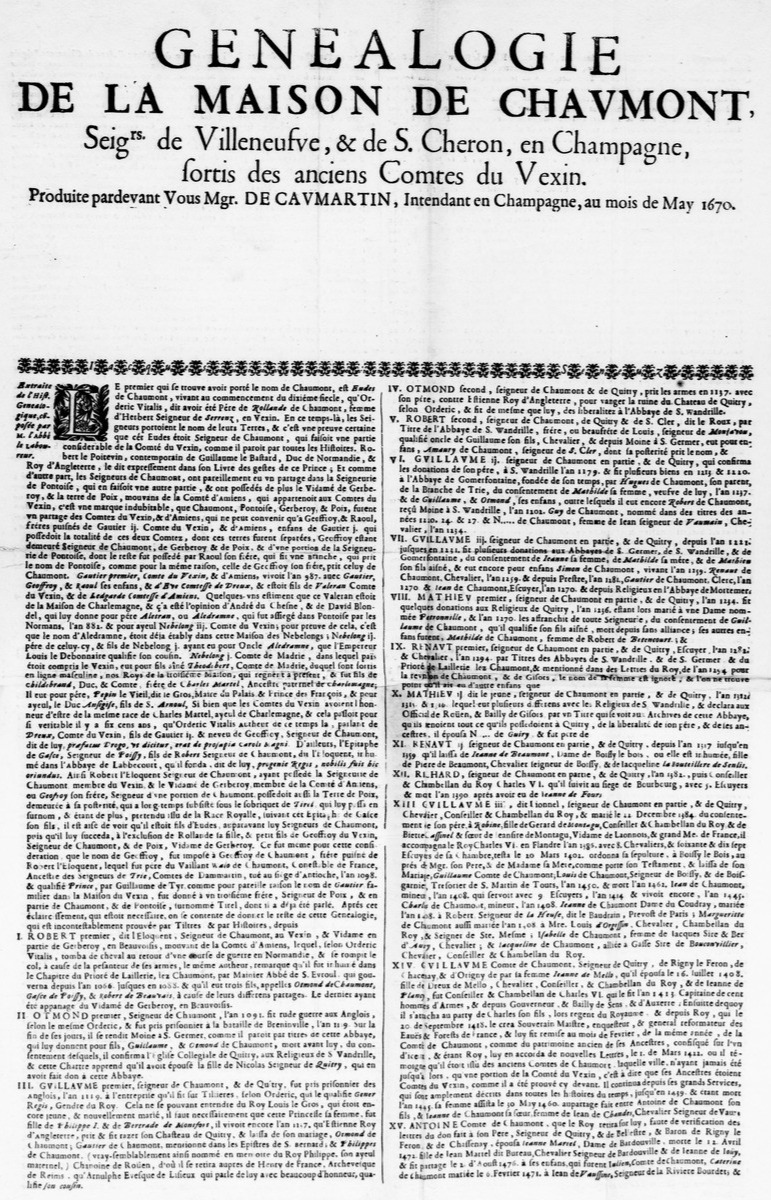
Bibliothèque nationale de France, département des Manuscrits, Cabinet des titres des généalogistes des ordres du roi. Document établie par l'Intendant de la Champagne en 1670 : "Dossiers Bleus 178".
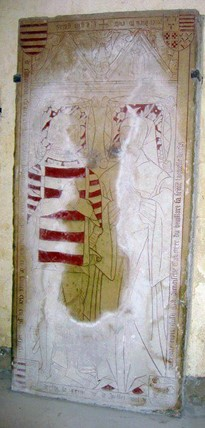
Dalle funéraire en l’église paroissiale de Rigny le Ferron (Aube) : « Cy gist Galas de Chaumont ecuier en son vivant seigneur de Rigny, de Coursan [...] Lequel deceda le 24e jour de juillet mil vc quarante trois aussy gist damoiselle Gauchere de Bruillart sa femme laquelle deceda [...].
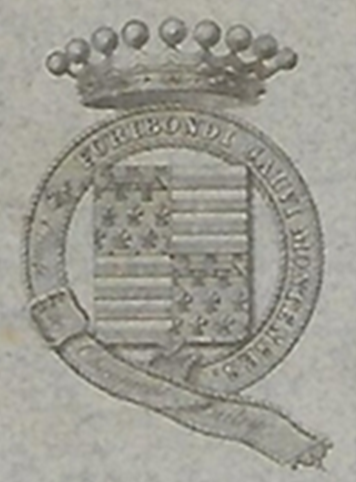
Chaumont-Quitry.